# Carla Faria
Carla Figueira De Morisson Faria (Belem) es una física  y profesora del University College de Londres, trabaja en interacciones teóricas de materia y láser de campo fuerte.

## Infancia y educación
Faria nació en Brasil en la capital del estado Pará, Belém; estudió física en la Universidad de São Paulo, donde trabajó con Vanderlei Bagnato en materia fría y atrapamiento de átomos. Para su tesis de maestría trabajó en trampas magneto-ópticas. Se unió al Instituto Max Born de Óptica No Lineal y Espectroscopía de Pulso Corto en Berlín, donde fue supervisada por Wolfgang Sandner. Luego se unió al Instituto Max Planck de Física en 1999. Ocupó puestos postdoctorales en Universidad Técnica de Viena, Universidad de Hannover y Max Born Institute. Sus primeros trabajos trataron los perfiles de tiempo de alta generación de armónicos.

## Carrera e investigación
Se incorporó a la Universidad de la City de Londres como investigadora en 2005 y fue nombrada profesora avanzada en 2006. Durante su investigación, contribuyó al libro Progress in Ultrafast Intense Laser Science II en 2007. El mismo año se trasladó a University College de Londres, y es miembro del grupo de Física Atómica, Molecular, Óptica y de Positrones. Su investigación considera campos láser que tienen intensidades más fuertes que 1013 Wcm−2. Estudia la interferencia temporal y espacial de estos, donde hay una dispersión inducida por láser de electrones con sus iones originales a estas intensidades. Usa la física de láser fuerte en dispositivos electrónicos de estado sólido, en la física del plasma y como fuentes de rayos X. Fue nombrada Profesora de física de University College de Londres en octubre de 2018.

## Premios
En 2021, Faria recibió la Medalla y el Premio Joseph Thomson por sus "contribuciones a la teoría de las interacciones láser-materia de campo fuerte".

## Publicaciones seleccionadas
- C. Figueira de Morisson Faria, X. Liu. 2011. Electron–electron correlation in strong laser fields. Journal of Modern Optics 59:8, pages 679-685. doi: 10.1080/09500340.2010.543958.
- C. Figueira de Morisson Faria, H. Schomerus, W Becker. 2002. High-order above-threshold ionization: The uniform approximation and the effect of the binding potential. Phys. Rev. A 66, 043413. doi: 10.1103/PhysRevA.66.043413.
- C. Figueira de Morisson Faria, Andreas Fring. 2006. Time evolution of non-Hermitian Hamiltonian systems. J. Phys. A: Math. Gen. 39 9269. doi: 10.1088/0305-4470/39/29/018.
- C. Figueira de Morisson Faria, Henning Schomerus, X. Liu, W. Becker. 2004. Electron-electron dynamics in laser-induced nonsequential double ionization. Phys. Rev. A 69, 043405. doi: 10.1103/PhysRevA.69.043405.